# George Mason
George Mason IV (11 tháng 12 năm năm 1725 [lịch cũ 30 tháng 11 năm 1725] – 7 tháng 10 năm 1792) là một chủ đồn điền và chính trị gia người Mỹ. Đồng thời, ông cũng là đại biểu của Hội nghị Hiến pháp Hoa Kỳ năm 1787 và là một trong ba nhân vật tại phiên họp từ chối ký vào bản Hiến pháp Hoa Kỳ. Các bài viết của ông, bao gồm các phần quan trọng của Nghị quyết Fairfax (gốc: Fairfax Resolves) năm 1774, Tuyên ngôn về Quyền của Virginia (gốc: Virginia Declaration of Rights) năm 1776, và Các Phản đối Hiến pháp Chính phủ (gốc: Objections to this Constitution of Government) năm 1787, đã có ảnh hưởng đáng kể đến các sự kiện và tư tưởng chính trị tại Hoa Kỳ. Sau này, bài viết mà Mason là tác giác chính là Tuyên ngôn về Quyền của Virginia được dùng làm cơ sở cho Tuyên ngôn Nhân quyền Hoa Kỳ, và ông còn được xem như là cha đẻ của bản Tuyên ngôn Nhân quyền quan trọng này.
George Mason sinh năm 1725 rất có thể tại khu vực mà ngày nay gọi là Quận Fairfax, Virginia. Cha của ông, George Mason III, qua đời khi ông còn rất nhỏ, nên mẹ ông đã phải đứng ra quản lý tài sản của gia đình cho đến khi ông trưởng thành. Ông kết hôn năm 1750 và cho xây dựng biệt thự Guston Hall. Tại đây, ông sống như một địa chủ với công việc hằng ngày là quản lý đất đai, gia đình, và nô lệ. Ông đã có một khoảng thời gian làm việc tại Hạ viện Quốc hội bang Virginia và đôi khi từn giúp giải quyết các vấn đề trong cộng đồng cùng với người hàng xóm của ông là George Washington. Khi mâu thuẫn leo thang giữa Vương quốc Anh và các thuộc địa ở Bắc Mỹ, Mason đã ủng hộ phía các thuộc địa. Ông dùng kiến thức và kinh nghiệm của mình cho sự nghiệp cách mạng bằng việc tìm cách giúp các thuộc địa né tránh phải tuân theo Đạo luật tem năm 1765 và đại diện với tư cách là một người theo chủ nghĩa độc lập trong Hội nghị tiểu bang Virginia lần thứ 4 năm 1775 và Hội nghị tiểu bang Virginia lần thứ 5 năm 1776.
Mason đã chuẩn bị bản thảo đầu tiên của Tuyên ngôn về Quyền của Virginia vào năm 1776, và những ngôn từ của ông đã hình thành nên phần lớn văn bản chính thức của Công ước Cách mạng Virginia. Ông cũng viết nên Hiến pháp cho tiểu bang Virgina; Thomas Jefferson và những đại biểu khác đã tìm cách để mọi người tại Hội nghị thông qua ý tưởng của họ, nhưng họ vẫn nhận thấy rằng phiên thảo của Mason hoàn chỉnh hơn. Trong cuộc Cách mạng Hoa Kỳ, mặc dù Mason là một thành viên của Hạ viện Quốc hội Đại bang Virginia, một cơ quan đầy quyền lực thời bấy giờ, ông đã từ chối tham dự Quốc hội Lục địa ở Philadelphia lấy lý do sức khỏe và phải chăm sóc gia đình, và điều này đã khiến cho Washington và các chính trị gia khác phải bực tức.
Năm 1787, Mason được chọn là một trong những đại biểu đại diện tiểu bang của ông tham gia Hội nghị Lập hiến tại Philadelphia, và đây là chuyến đi dài duy nhất của ông ra khỏi Virginia. Mason đã hoạt động tích cực trong nhiều tháng Hội nghị năm đó, và nhiều điều khoản trong Hiến pháp mang dấu ấn của ông. Tuy nhiên, ông đã không ký vào bản thảo cuối cùng. Ông nêu rõ sự thiếu vắng dự các luật về nhân quyền trong bài viết các Phản đối Hiến pháp Chính phủ của mình. Ngoài ta, ông cũng muốn chấm dứt ngay lập tức nạn buôn bán nô lệ và yêu cầu phải có đại đa số (2/3) số phiếu nếu muốn thông qua Đạo luật Hàng hải (gốc: Navigation Acts), một điều luật có thể buộc các nhà xuất khẩu thuốc lá phải sử dụng tàu thuyền sản xuất tại Mỹ có chi phí đắt hơn. Tuy nhiên, ông đã không đạt được những mục tiêu này tại Hội nghị Hiến Pháp và một lần nữa tại Hội nghị Phê chuẩn Hiến pháp tại Virginia năm 1788, nhưng sự đấu tranh mãnh liệt của Mason cho một dự luật về quyền đã khiến cho đồng hương của ông là James Madison phát thảo một dự luật tương tự trong kỳ họp Quốc hội Hoa Kỳ lần thứ nhất năm 1789. Những Tu chánh án của Madison được phê chuẩn vào năm 1791, một năm trước khi Mason qua đời. Mặc dù ít được nhắc đến sau khi ông qua đời, Mason đã được công nhận bởi nhiểu người trong thế kỷ 20 và 21 vì những đóng góp của ông cho Hoa Kỳ và Virginia.

## Sự nghiệp chính trị
Cùng với James Madison, ông được biết đến như là "cha đẻ của Dự luật Nhân quyền Hoa Kỳ", Do đó, ông cũng được coi là một trong những "người sáng lập người Mỹ".
Giống như chống chủ nghĩa liên bang Patrick Henry, như Mason cũng hỗ trợ các quốc gia sẽ nhận được nhiều năng lượng hơn. Vì vậy, ông đã không đồng ý với Hiến pháp Hoa Kỳ vào thời điểm đó, và cuối cùng đã thành công trong việc thúc đẩy thực thi dự luật Nhân quyền Virginia dựa trên Đạo luật Quyền hạn rộng lớn.